# هميجان (بنستان)
همیجان (بالفارسية: همیجان) هي قرية تقع في إيران في قسم بنستان الريفي. يقدر عدد سكانها بـ 82 نسمة بحسب إحصاء 2016.